# 聖鹿之死
《聖鹿之死》（英語：The Killing of a Sacred Deer）是一部2017年愛爾蘭和英國合拍的心理恐怖片，由尤格·藍西莫執導並與艾浮堤米思·菲利普共同編劇。電影主演包括柯林·法洛、妮可·基嫚、拉菲·卡西迪、比爾·坎普和貝瑞·柯根。
《聖鹿之死》2017年5月的第70屆坎城影展上的「正式競賽」單元參選金棕櫚獎，並由A24定檔2017年11月3日在美國上映。

## 劇情
故事開始時敘述外科醫生史帝夫的懸疑舉動，他時常會與一名少年馬丁聊天，並送給他昂貴禮物，同時遇到外人時謊稱他的身份是女兒的同學，但他漸漸地發現馬丁和他母親的行為和思想都有些怪異。
原來兩年前史帝夫因為飲酒造成手術失誤，讓一位男子死亡，最後卻不知用何種方式，通過醫療意外結案，馬丁便是該男的兒子，且似乎了解手術真相。史帝夫與他交流和禮物都是出於補償心態，想彌補當他亦父亦友角色。卻也因為與馬丁接觸的緣故，使得史帝夫原本平靜的家庭生活開始產生了變異，某天馬丁邀約史帝夫去家中，卻在晚上製造機會讓其母勾引史帝夫，但最終被拒絕，至此開始疏遠馬丁並斷絕聯絡。但似乎此舉激怒了馬丁，在一段時間的糾纏後似乎歸於平淡，然而不久史帝夫12歲小兒子突然癱瘓並逐漸無法進食，他用盡醫療知識和手段都找不出病因。
此時馬丁露出真面目出來告知遊戲規則，其實他從未也不可能原諒史帝夫，只是把其當小丑玩弄，而馬丁似乎是某種神祇，施展了法術，從現在起他的兒子、女兒、妻子都將逐漸癱瘓，最後眼睛流血而亡，除非他自己動手殺死其中一人，另兩人才能得救。連串的家庭風暴後手術真相終被全家人知道，一家四人也陷入崩潰邊緣，兒子、女兒相繼發病，所有醫療手段都無效，史帝夫還綁架了馬丁在地下室毒打虐待，但馬丁只說這些都無用，他如果殺死自己這個神明的肉身，結果就是全家死光。最後兒子進入了眼睛流血的階段，只剩數小時生命，史帝夫只能選擇盲眼輪盤方式槍殺其中一人，最終兒子被他親手殺死，另外兩人也同時痊癒。
最後一幕一家三人在餐館吃飯，馬丁放學後也走進同家餐館吃飯，四人表情怪異但不發一語的互看。一家三口畢竟害死人在先，似乎也沒正當性指責，何況畏懼神祇的力量，最終只能默默離開。

## 演員
- 柯林·法洛[8]飾演史帝夫·墨菲（Steven Murphy）：知名的外科醫生。
- 妮可·基嫚[9] 飾演安娜·墨菲（Anna Murphy）：史帝夫的妻子，眼科醫生。
- 拉菲·卡西迪（英语：Raffey Cassidy）[10]飾演金·墨菲（Kim Murphy）：史帝夫和安娜的女兒。
- 桑尼·蘇利奇[10]飾演巴布·墨菲（Bob Murphy）：史帝夫和安娜的兒子。
- 比爾·坎普（英语：Bill Camp）[10]飾演馬修（Matthew）
- 貝瑞·柯根[10]飾演馬丁（Martin）：時常與史帝夫談心的少年，其實是神秘力量化身。
- 艾莉西亞·席薇史東[10]飾演馬丁的母親

## 片名寓意
聖鹿之死源自特洛伊戰爭的希臘神話故事，當時邁錫尼國王阿伽門農殺死了本該獻祭給阿耳忒彌斯的牝鹿而不小心得罪了這位女神，結果他的艦隊被風困在奧利斯港，為了獲得女神的原諒，阿伽門農不得不將自己的女兒伊菲革涅亞作為祭品獻上，這樣才最終解困，了解這段故事由來有助於理解劇中部份隱藏未講的劇情。

## 製作
2016年5月11日，宣布柯林·法洛將主演由尤格·藍西莫執導的電影，藍西莫也與艾浮堤米思·菲利普共同撰寫劇本，而Film4製片公司和元素影業則將共同出資製作電影。2016年6月，妮可·基嫚加入主演行列。2016年8月，艾莉西亞·席薇史東、拉菲·卡西迪、比爾·坎普、貝瑞·柯根與桑尼·蘇利奇都已簽約參與演出。

### 拍攝
2016年8月23日，電影已開始在俄亥俄州辛辛那提的基督醫院進行主要拍攝。片中場景也於海德公園攝製。

## 發行
A24於2016年5月獲得了《聖鹿之死》在美國的發行權。同月，Haut et Court獲得了電影在法國的發行權。《聖鹿之死》於2017年5月在第70屆坎城影展上進行全球首映，並定於2017年11月3日在美國上映。

## 反響

### 評價
《聖鹿之死》所獲得的評價以正面居多。電影在爛番茄上基於147條評論，持有77%的新鮮度，平均得分7.8／10。而在Metacritic上則獲得了75分（滿分100），代表「普遍正面的評價」。
電影在第70屆坎城影展上首映時，因電影本身含有過於血腥的橋段而使不少人反感，並受到部分觀眾的噓聲。儘管如此，但電影整體的評價仍以正面為主，且還有影評人稱電影是「驚人的」。

### 榮譽
- 第70屆坎城影展
- 提名-金棕櫚獎：尤格·藍西莫
- 最佳劇本獎：尤格·藍西莫、艾浮堤米思·菲利普（英语：Efthymis Filippou）[21]

## 外部連結
- 互联网电影数据库（IMDb）上《聖鹿之死》的资料（英文）
- 開眼電影網上《聖鹿之死》的資料（繁體中文）
- 豆瓣电影上《聖鹿之死》的資料 （简体中文）